# Dime (ciutat)
Dime (grec antic: Δύμη; gentilici Δύμιος, català dimi) era una ciutat d'Acaia, la més occidental de les dotze ciutats que van formar la Lliga Aquea. Era pròxima a la costa, segons Estrabó a uns 60 estadis del cap d'Araxos i a poca distància del riu Larissos, a 30 estadis, segons Pausànies, que separava el seu territori de l'Èlida. El país s'anomenava Dimea i era ric en ferro. El poeta Antímac de Claros li va donar l'epítet de Cauconis 'caucònida', perquè se suposava que aquest territori havia estat ocupat pels caucons.
Prop del promontori de l'Araxos hi havia la muralla de Dimea (Τεῖχος Δυμαῖον), que la llegenda deia que Hèracles la va fundar quan va fer la guerra als eleus, i se sap que va ser ocupada pels eleus dirigits per Eurípides d'Etòlia l'any 220 aC, però després Filip V de Macedònia la va recuperar i la va retornar a Dime l'any 219 aC. Aquesta fortalesa podria ser el castell de Kallogriá. Les altres dues ciutats del territori (entre la ciutat i la frontera de l'Èlida) eren Hecatombèon i Làngon, la qual va passar als eleus en una data indeterminada. Segons Estrabó, la ciutat es va formar amb la unió de 8 llogarets, dels quals només esmenta el nom de Tèutea (Τευθέα), però és possible que Palia (Πάλεια) i Estratos (Στρατός), noms donats alternativament a la ciutat, corresponguessin a algun dels vuits llogarets.
A la mort d'Alexandre el Gran va caure en mans de Cassandre, però les seves tropes van ser expel·lides per Aristodem de Milet, general d'Antígon el borni el 314 aC, segons que diu Diodor de Sicília. El 280 aC va ser la seu junt amb Patres de la Lliga Aquea que les dues ciutats havien tornat a constituir. Per la mateixa època la ciutat va incrementar la seva població quan s'hi instal·laren els habitants d'Òlenos, que havien abandonat la seva ciutat.
Prop d'Hecatombèon, Cleòmenes d'Esparta derrotà els aqueus dirigits per Arat de Sició, i després de la victòria va entrar a Làngon el 224 aC. A partir del 220 aC el territori de la ciutat fou devastat diverses vegades pels eleus, atesa la seva proximitat a Elis. En la guerra entre Macedònia i Roma, la Segona Guerra Macedònica, va ser l'única de les dotze ciutats aquees que va celebrar la partida del rei Filip V de Macedònia, i per això els romans la van barrejar al començament del segle ii aC. Després d'això no es va recuperar, es va anar despoblant i al segle i aC, en temps de Pompeu, era gairebé buida i hi havia un gran nombre pirates cilicis establerts a la zona, que no foren expel·lits fins a les Guerres civils romanes, i molts van reprendre els seus antics oficis.
Estrabó i Plini el Vell diuen que era una colònia romana, però l'únic que se sap del cert és que August la va posar sota dependència de Patres, ciutat que era certament colònia romana. No es coneix cap altre cas fora de Patres que tingues un govern autònom com el que permetia el rang colonial. Les restes de Dime s'han trobat a la vila moderna de Karavostási.